# Hällas
Hällas ({AFIc-en|ˈ|h|ɛ|l|ɑː|s}}) es una banda sueca de rock progresivo formada en 2011 en Jönköping, Småland, por Tommy Alexandersson y Kasper Eriksson. Actualmente con sede en Linköping, Östergötland, tocan una mezcla de rock progresivo, hard rock y heavy metal inspirada en bandas de la década de 1970, lo que da como resultado un género que llaman "rock de aventura".
La banda lleva el nombre del personaje principal de las historias que cuentan en sus letras; Hällas es un caballero que vive en un universo medieval paralelo en el que "La religión, de manera similar aunque no necesariamente las que reconocemos aquí, es muy prevalente donde reinan tiranos traicioneros en tierras al borde del apocalipsis y donde los videntes han ganado tanto poder que pueden dictar el futuro y el pasado.

## Historia
La banda fue fundada en 2011 en Jönköping, Småland, por el bajista/vocalista Tommy Alexandersson, el baterista Kasper Eriksson y un guitarrista como un trío de blues rock, pero pronto comenzaron a incorporar elementos del heavy metal de la década de 1980 y a adoptar un enfoque más progresivo en la composición de canciones. Después de mudarse a Linköping en Östergötland y separarse de su guitarrista, conocieron a los guitarristas Marcus Petersson y Alexander Moraitis.
Grabaron su primer EP en Treasuresound Studio (en Jönköping ), que está dirigido por su actual teclista Nicklas. En ese entonces, aún no era miembro, pero fue invitado a unirse al grupo porque querían tener órganos y sintetizadores en su música.
Después del EP, realizaron una extensa gira y comenzaron a preparar su álbum debut Excerpts from a Future Past, uno conceptual.
A principios de 2020, firmaron con Napalm Records y lanzaron su segundo álbum, Conundrum, el 31 de enero. Fue grabado en el Riksmixningsverket de Estocolmo y alcanzó los puestos 42 y 84 en las listas suecas y alemanas, respectivamente. El álbum termina una trama que comenzó en su EP y continuó en su debut de larga duración.
En 2020, fueron nominados a un premio P3 Guld en la categoría de rock/metal.
En diciembre de 2020, lanzaron un video de "Carry On", una pista de su segundo álbum. En enero de 2022, anunciaron que su tercer álbum de larga duración, titulado Isle of Wisdom, se lanzaría el 8 de abril a través de Napalm.

## Estilo de música
La música de Hällas ha sido descrita como una mezcla de rock progresivo, hard rock y heavy metal inspirada en bandas de la década de 1970, dando como resultado un género que ellos llaman "rock de aventura". Citan a las siguiintes bandas como influencia Genesis, Uriah Heep, Cherry Five, Wishbone Ash, Camel, Nektar, Rush, Banco del Mutuo Soccorso y Kebnekajse .
Los miembros usan equipos antiguos y modernos en sus actuaciones.

## Integrantes
Integrantes actuales (a partir de septiembre de 2022 )
- Tommy Alexandersson - voz principal, bajo
- Alejandro Moraitis – guitarra
- Marcus Petersson - guitarra
- Nicklas Malmqvist - órgano, sintetizador
- Kasper Eriksson – batería, percusión

## Discografía

### Álbumes de estudio
| Excerpts from a future past                                                  | - Lanzamiento: 13 de octubre de 2017 - Sello: Sign Records                                           | —  | —  |
| Conundrum                                                                    | - Lanzamiento: 14 de febrero de 2020 - Sello: RMV Grammofon (Escandinavia), Napalm (resto del mundo) | 42 | 84 |
| Isle of Wisdom                                                               | - Lanzamiento: 8 de abril de 2022 - Discográfica: Napalm                                             | 32 | 37 |
| "-" denota una grabación que no se registró o no se lanzó en ese territorio. | |    |    |